# Sierra de los Rincones I
Sierra de los Rincones I es un abrigo que contiene pinturas rupestres de estilo levantino. Está situado en el término municipal de Mequinenza (Aragón), en España. Este conjunto es uno de los abrigos más importantes de los localizados hasta la fecha en el término de Mequinenza, tanto por el tipo de representaciones pintadas, como por su cantidad, conservación y superposiciones. Se localiza en una gran roca aislada sobre una de las laderas de las estribaciones de la sierra que recorre la margen izquierda del Ebro, a orillas del actual embalse de Mequinenza, muy cerca del límite del término municipal hacia el Noroeste. El pequeño abrigo que tradicionalmente ha servido de refugio a pastores y cazadores y que todavía conserva un pequeño murete de piedras colocadas en seco, se orienta al Suroeste, mirando al valle del Ebro.  Sobre un soporte rocoso lleno de pequeñas oquedades producidas por la erosión eólica y aprovechando algunas de éstas, aparecen hasta siete representaciones pintadas en color rojo, con motivos circulares contorneados o rellenos de color, así como superposiciones o repintados. El estado de conservación de estas pinturas es excelente.
El abrigo está incluido dentro de la relación de cuevas y abrigos con manifestaciones de arte rupestre considerados Bienes de Interés Cultural en virtud de lo dispuesto en la disposición adicional segunda de la Ley 3/1999, de 10 de marzo, del Patrimonio Cultural Aragonés. Este listado fue publicado en el Boletín Oficial de Aragón del día 27 de marzo de 2002. Forma parte del conjunto del arte rupestre del arco mediterráneo de la península ibérica, que fue declarado Patrimonio de la Humanidad por la Unesco (ref. 874-659). También fue declarado Bien de Interés Cultural con el código RI-51-0009509.